# 5174 Okugi
Az 5174 Okugi (ideiglenes jelöléssel 1988 HF) a Naprendszer kisbolygóövében található aszteroida. Janai Maszajuki és Vatanabe Kazuró fedezte fel 1988. április 16-án.